# Sclerocyphon lacustris
Sclerocyphon lacustris là một loài bọ cánh cứng trong họ Psephenidae. Loài này được Davis miêu tả khoa học đầu tiên năm 1986.